# BTR-90
BTR-90 병력수송장갑차는 고리키 자동차 공장(니즈니노브고로드 소재)에서 설계 및 제작된 것이다. 이전 모델인 BTR-80보다 향상된 방호력과 기동성을 가지고 있는 BTR-90 장갑차는 자체 방어용 대전차 미사일을 장착할 수 있는 형상을 가지고 있다.

## 개요
510마력의 엔진으로 중량이 20톤인 이 차량은 야지에서 시속 50km의 속도를 낼 수 있으며 포장 도로에선 100km까지 가능하다. 또한 수중에서도 9km/hr의 속도로 주행할 수 있도록 설계되어 있다. 유압식 완충 장치(shock absorber)와 광폭의 압력조절 타이어를 가지고 있어 0.8m 높이의 장애물도 넘을 수 있다. 이전 모델과는 달리, 8륜의 BTR-90 장갑 차량은 개선된 안정화 시스템을 가지고 있어 승무원이 표적물을 포착, 신속하게 사격을 가할 수 있으며 무장은 30mm 포와 자동 유탄 발사기 그리고 대전차 로켓을 장착하고 있다. 

## 개발 및 배치
BTR-90 장갑차는 러시아의 Arzamas Machinery Construction Plant사가 기존의 BTR-80 장갑차를 바탕으로 하여 개발하였다는 내용도 있다. 개발 제작 수출등이 각기 분산된 형태의 러시아이기 때문에 자료마다 조금씩 상이한 경우도 있다.
1993년에 처음으로 등장하였으며 그 다음해인 1994년에 열린 군사퍼레이드에서 최초로 공개되었다. 그리고 2004년부터 러시아 육군에 배치될 BTR-90 장갑차가 양산되기 시작하였다.
BTR-90 장갑차는 지금 현재 러시아 육군에서 사용하고 있는 BTR 계열 장갑차들 중에서 가장 최신형에 속하는 장갑차로 또다른 명칭은 GAZ-5923이다. BTR-90 장갑차는 기존의 BTR-80 장갑차보다 방어력이 개선되었고 다양한 무장 플랫폼으로 운용할 수 있다.

## 무장
BTR-90 장갑차는 BMP-2 장갑차와 동일한 포탑을 탑재하여 주무장은 2A42 30mm 기관포로 기존에 있던 BTR-80 장갑차보다 더 강한 화력을 가지고 있다. APDS탄과 AP-T탄, HE탄과 HEI탄등을 주로 사용하며 지상에서는 2500m의 유효사거리를 가진다. 2A42 30mm 기관포의 길이는 3027mm이며 무게는 115kg로 지속사격시 분당 300발의 기관포탄을 발사할 수 있으며 최대 발사속도는 분당 600발이다.
1000m의 거리에서 18 ~ 20mm 두께의 60도 각도로 기울어진 경사장갑을 관통할 수 있다. 탄약 적재량은 총 500발이다.
부무장은 PKT 7.62mm 기관총으로 가스 직동식, 회전 노리쇠 방식으로 작동하는 다목적 기관총이다. 7.62 x 54mm탄의 특성때문에 복잡한 급탄기구를 가지고 있지만 신뢰성이 높은 편이다. PK 기관총은 1965년부터 사용되기 시작하였다.
또한 AGS-17 30 mm 자동유탄발사기관포나 AT-5 Spandrel ATGM를 장착할 수 있다. 

## 기동력, 엔진, 변속기
BTR-90 장갑차는 포장된 도로에서 최고 100km의 속력으로 주행할 수 있으며 포장되지 않은 도로에서는 최고 50km의 속력으로 주행가능하다. 수상에서는 9km의 속력으로 주행할 수 있으며 평지에서 최고 800km까지 이동할 수 있다. 엔진은 수평대향 6기통 터보차저 다연료 디젤엔진으로 최고 출력 510마력, (톤당 마력 24마력)이다. 자동변속기와 연결되어 있으며 등판능력은 60%, 측면경사능력은 30%, 최고 0.8m 높이의 수직장애물을 통과할 수 있으며 2m 넓이의 참호를 통과할 수 있다. 

## 파생형
BTR-90M 시제형도 만들어졌는데 was built (see photo) with a larger turret derived from the BMP-3 장갑차로부터 차용한 좀 더 대형의 포탑을 가진 형식으로 동축으로 저속 2A70 100mm 라이플포 겸 미사일 발사기 시스템 (통상탄이아 레이저빔라이딩 방식의 9M117 대전차미사일 AT-10 Stabber 사격가능)과 30mm Shipunov 2A72 기관포를 동시에 주무장으로 장착하며 부무장으로 7.62mm PKT 기관총을 탑재한다, BTR-90M은 2001년 공개되었으나 실전배치되는 되지 않았다.
BTR-90 장갑차의 다른 형식으로 저압 120 mm 2S9 Nona 시스템은 BTR-80 Nona-SVK와 동일한 자주박격포이다.

## 생산 및 실전 배치 계획 취소
2011년 10월 러시아 국방장관은 BTR-90 장갑차 구매를 거부하고 2020년까지 추진하는 군장비 획득 계획에서 제외시켜버린다.
수출시장에서도 움직임이 없지만 이미 생산된 80대의 BTR-90 선행양산형은 현재 현역에 남아 있다.
그러나 예비부품 조달등 여러 문제로 조만간 퇴역처리될 것으로 예상된다.